# 川端正久
川端 正久（かわばた まさひさ、1944年5月2日 - ）は、日本の政治学者。龍谷大学名誉教授。専門は国際政治学、アフリカ政治論。

## 来歴
大阪府にて出生。1967年京都大学法学部（法律学）卒業。1972年、京都大学大学院法学研究科（政治学）修士課程修了。名古屋大学にて博士（法学）。
舞鶴工業高等専門学校助教授を経て、1980年龍谷大学法学部助教授、1981年教授。2000年学部長。2013年定年退職。この間、1982年ダルエスサラーム大学研究員、1988年客員教授。

## 所属学会
- 日本政治学会[3]
- 日本国際政治学会[3]
- 日本アフリカ学会[3]
- 日本平和学会[3]
- 日本ナイル・エチオピア学会[3]

## 著書

### 単著
- 『資本主義の全般的危機論（第1集）』ナウカ京都出張所、1968年。ISBN 978-4589009012。
- 『政治学と民族・植民地問題』法律文化社、1980年。ISBN 978-4589009012。
- 『コミンテルンと日本――1919年3月-1922年1月』法律文化社、1982年。
- 『アフリカ危機の構造』世界思想社、1987年。ISBN 978-4790703105。
- 『アフリカの政治を読む』法律文化社、1990年。ISBN 978-4589015457。
- 『アフリカ人の覚醒――タンガニーカ民族主義の形成』法律文化社、2002年。ISBN 978-4589026187。
- 『アフリカ・ルネサンス――21世紀の針路』法律文化社、2003年。ISBN 978-4589026705。

### 共著
- 『日本政治の視角』法律文化社、1988年。ISBN 978-4589013859。福井英雄、上田惟一、形野清貴との共著。新版は1992年刊

### 編著
- 『1940年代の世界政治』ミネルヴァ書房〈龍谷大学社会科学研究所叢書〉、1988年。ISBN 978-4-623-01832-1。
- 『アフリカと日本』勁草書房〈龍谷大学社会科学研究叢書25〉、1994年。ISBN 978-4326300914。

### 共編著
- 『現代政治』法律文化社、1988年。ISBN 978-4589013682。的場敏博との共編著
- 『南部アフリカ――ポスト・アパルトヘイトと日本』勁草書房、1992年。ISBN 978-4326350896。佐々木建との共編著
- 『南アフリカと民主化――マンデラ政権とアフリカ新時代』勁草書房、1996年。ISBN 978-4326350889。佐藤誠との共編著
- 『新生南アフリカと日本』勁草書房、1994年。ISBN 978-4326350964。佐藤誠との共編著
- 『アフリカ国家を再考する』晃洋書房〈龍谷大学社会科学研究所叢書〉、2006年。ISBN 978-4771017306。落合雄彦との共編著
- 『紛争解決 アフリカの経験と展望』ミネルヴァ書房〈アフラシア叢書〉、2010年。ISBN 978-4623057924。落合雄彦、武内進一との共編著
- 『アフリカと世界』晃洋書房〈龍谷大学社会科学研究所叢書〉、2012年。ISBN 978-4771023215。落合雄彦との共編著